# Михайловск (Свердловска област)
Вижте пояснителната страница за други значения на Михайловск.
Михайловск (на руски: Михайловск) е град в Русия, разположено в Нижнесергински район, Свердловска област. Населението на града към 1 януари 2018 година е 8921 души.

## История
Селището е основано през 1805 година, през 1961 година получава статут на град.